# Jules Breton
Jules Adolphe Aimé Louis Breton (fr; 1 de maio de 1827 – 5 de julho de 1906) foi um pintor naturalista francês do século XIX. Suas pinturas são fortemente influenciadas pelo campo francês e sua absorção dos métodos tradicionais de pintura ajudou a torná-lo um dos principais transmissores da beleza e da visão idílica da existência rural.

## Primeiros anos e formação
Breton nasceu em 1 de maio de 1827 em Courrières, uma pequena vila de Pas-de-Calais. Seu pai, Marie-Louis Breton, supervisionava terras para um proprietário rico. Sua mãe morreu quando Jules tinha quatro anos e ele foi criado por seu pai. Outros membros da família que viviam na mesma casa eram sua avó materna, seu irmão mais novo, Émile, e seu tio Boniface Breton. Um respeito pela tradição, um amor pela terra e por sua região natal permaneceram centrais para sua arte ao longo de sua vida e forneceram ao artista muitas cenas para suas composições do Salão.
Sua primeira formação artística não foi longe de Courrières, no College St. Bertin próximo a Saint-Omer. Ele conheceu o pintor Félix De Vigne em 1842 que, impressionado com seu talento juvenil, convenceu sua família a deixá-lo estudar arte. Breton partiu para Ghent em 1843, onde continuou a estudar arte na Academia de Belas Artes com de Vigne e o pintor Hendrik Van der Haert. Em 1846, Breton mudou-se para Antuérpia, onde tomou lições com Egide Charles Gustave Wappers e passou algum tempo copiando as obras dos mestres flamengos. Em 1847, ele partiu para Paris, onde esperava aperfeiçoar sua formação artística na École des Beaux-Arts.

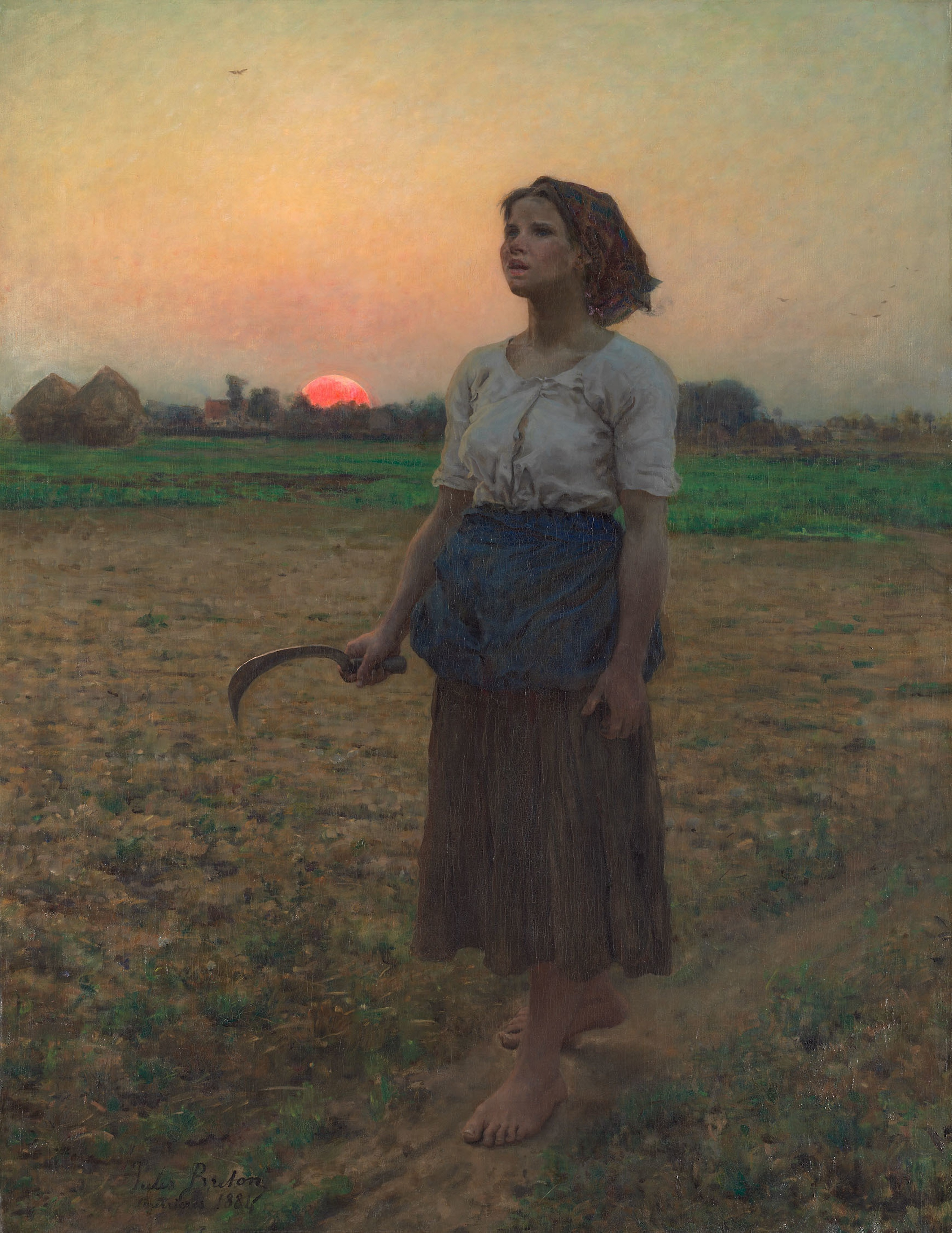
O Canto da Cotovia, óleo sobre tela, 1884, Instituto de Arte de Chicago

Em Paris, ele estudou no ateliê de Michel Martin Drolling. Conheceu e tornou-se amigo de vários pintores realistas, incluindo François Bonvin e Gustave Brion, e suas primeiras participações no Salão de Paris refletiram a influência deles. Seus primeiros esforços foram em temas históricos: São Piat pregando na Gália e depois, sob a influência da revolução de 1848, ele representou Miséria e Desespero. O Salão exibiu sua pintura Miséria e Desespero em 1849 e Fome em 1850–51.
Ambas as pinturas foram posteriormente destruídas. Depois que Fome foi exibida com sucesso em Bruxelas e Ghent, Breton mudou-se para a Bélgica, onde conheceu sua futura esposa Elodie. Elodie era filha de seu primeiro professor, Félix de Vigne. Em 1852, Breton retornou à França. Mas ele havia descoberto que não nascera para ser um pintor histórico, e retornou às memórias da natureza e do campo que lhe foram impressas na juventude. Em 1853, ele exibiu Retorno dos Ceifadores, a primeira de numerosas cenas rurais de camponeses influenciadas pelas obras do pintor suíço Louis Léopold Robert. O interesse de Breton por imagens de camponeses estava bem estabelecido a partir de então e é pelo que ele é mais conhecido hoje. Em 1854, ele retornou à vila de Courrières, onde se estabeleceu. Começou As Respigadoras, uma obra inspirada no trabalho sazonal do campo e na situação dos menos afortunados que eram deixados para recolher o que restava no campo após a colheita. As Respigadoras recebeu uma medalha de terceira classe, que lançou a carreira de Breton. Ele recebeu encomendas do Estado e muitas de suas obras foram compradas pela Administração de Arte Francesa e enviadas para museus provinciais. Sua pintura de 1857, Bênção do Trigo, Artois, foi exibida no Salão no mesmo ano e ganhou uma medalha de segunda classe.
Breton casou-se com Elodie de Vigne em 1858.

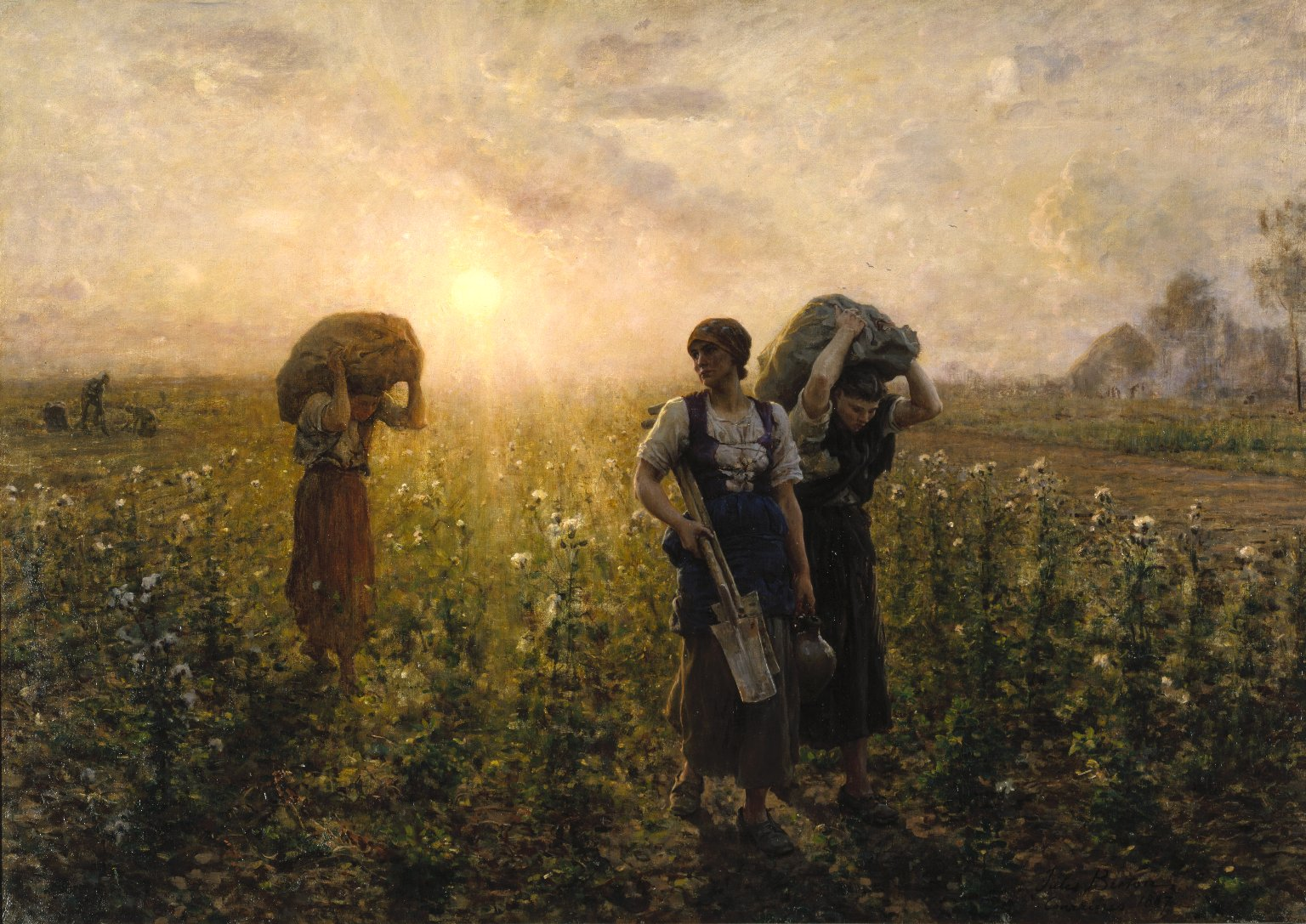
O Fim do Dia de Trabalho, 1886–87, Museu do Brooklyn

## Fama durante sua vida

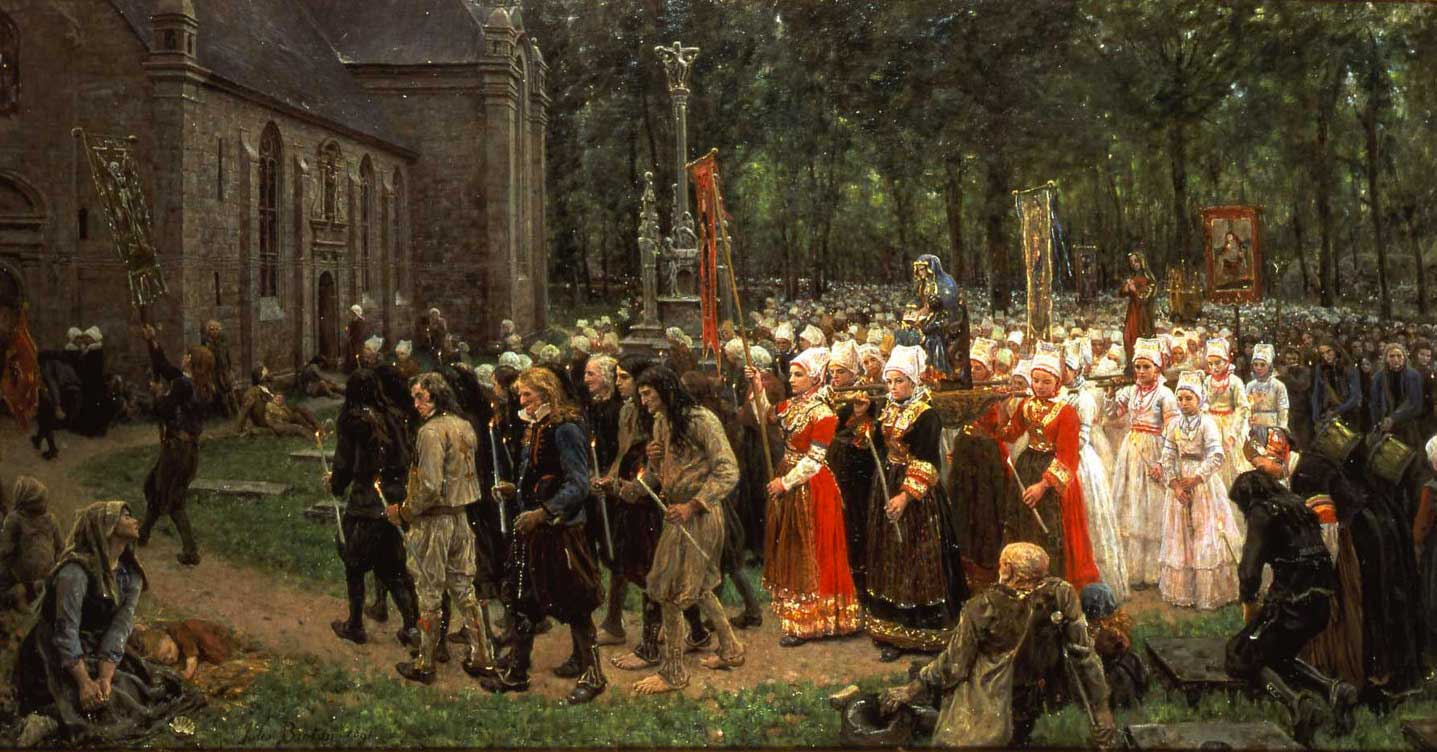
Um Perdão em Kergoat (1891). Breton visitou a Bretanha várias vezes, acreditando que tinha (como seu nome implicava) ancestralidade bretã.

Ele continuou a expor ao longo das décadas de 1870, 1880 e 1890, e sua reputação cresceu. Suas representações poéticas de figuras femininas camponesas sozinhas em uma paisagem, posando contra o pôr do sol, permaneceram muito populares, especialmente nos Estados Unidos. Como suas obras eram tão populares, Breton frequentemente produzia cópias de algumas de suas imagens. Ele era extremamente popular em seu próprio tempo, exibindo numerosas composições nos Salões que estavam amplamente disponíveis como gravuras. Foi um dos pintores mais conhecidos de seu período em sua França natal, bem como na Inglaterra e nos Estados Unidos.
Em 1886, Donald Smith, 1º Barão Strathcona e Mount Royal, ofereceu $45.000 em um leilão em Nova York pela obra As Comungantes (1884) de Breton. Naquela época, o preço era o segundo mais alto pago por uma pintura de um artista vivo. A pintura mudou de mãos novamente em 2016 e alcançou $1,27 milhão. Essa cifra está muito próxima do preço do leilão de 1886, após ajuste pela inflação. Também em 1886, Breton foi eleito membro do Institut de France após a morte de Baudry.
Em 1887, o negociante de arte de Nova York, M. Knoedler, encomendou duas pinturas de Breton, comissionou Charles Albert Waltner para gravar a obra do grande Salão, o Chamado das Respigadoras (1859) e depois realizou uma exposição especial de suas obras em 1888.
Em 1889, Breton foi feito comendador da Legião de Honra, e em 1899, membro estrangeiro da Academia Real de Londres. Seu irmão Emile, arquiteto de formação, e sua filha Virginie também eram pintores.
Ele também escreveu vários livros e foi um escritor reconhecido que publicou um volume de poemas (Jeanne) e várias edições de prosa relatando sua vida como artista e as vidas de outros artistas que ele conheceu pessoalmente; entre eles Les Champs et la mer (1876), Nos peintres du siècle (1900), Delphine Bernard (1902) e La Peinture (1904). Breton morreu em Paris em 5 de julho de 1906.
De acordo com a Encyclopædia Britannica Décima Primeira Edição de 1911, Breton era essencialmente um pintor da vida rústica, especialmente na província de Artois, que ele deixou apenas três vezes para excursões curtas: em 1864 para a Provença, e em 1865 e 1873 para a Bretanha, de onde ele derivou alguns de seus estudos mais felizes de cenas religiosas. Seus numerosos temas podem ser divididos geralmente em quatro classes: trabalho, descanso, festivais rurais e festivais religiosos. Entre suas obras mais importantes, com sua localização a partir de 1911, podem ser nomeadas Mulheres Respigando e O Dia Depois do Dia de São Sebastião (1855), que lhe renderam uma medalha de terceira classe; Abençoando os Campos (1857), uma medalha de segunda classe; Erguendo um Calvário (1859), agora na galeria de Lille; O Retorno das Respigadoras (1859), agora no Luxemburgo; Entardecer e Mulheres Capinando (1861), uma medalha de primeira classe; Aniversário do Avô (1862); O Fim do Dia (1865); Colheita (1867); Colhedores de Batata (1868); As Mondadeiras (1868); Um Perdão, Bretanha (1869); A Fonte (1872), medalha de honra; As Fogueiras de São João (1875); Mulheres Consertando Redes (1876), no museu de Douai; Uma Respigadora (1877), Luxemburgo; Entardecer, Finistère (1881); O Canto da Cotovia (1884); O Último Raio de Sol (1885); A Estrela do Pastor (1887); O Chamado para Casa (1889); As Últimas Respigadoras (1895); Colhendo Papoulas (1897); O Grito de Alarme (1899); Glória do Crepúsculo (1900). 

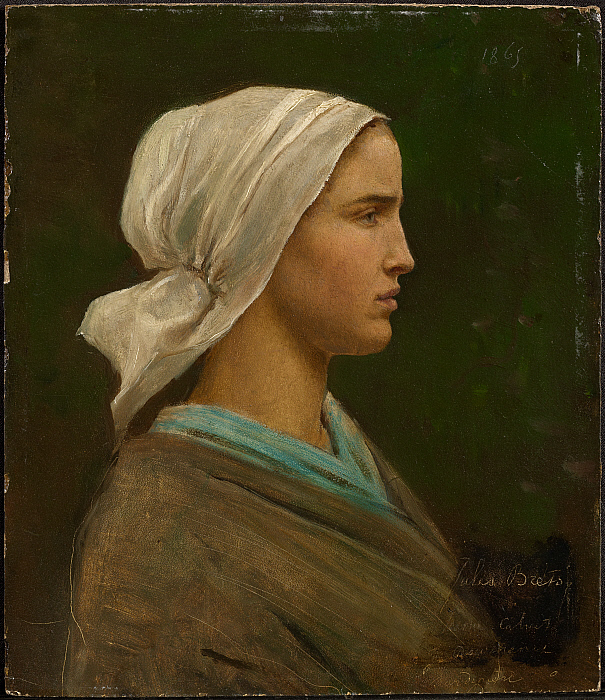
Jeanne Calvet (1865), óleo sobre millboard, Instituto de Arte Clark

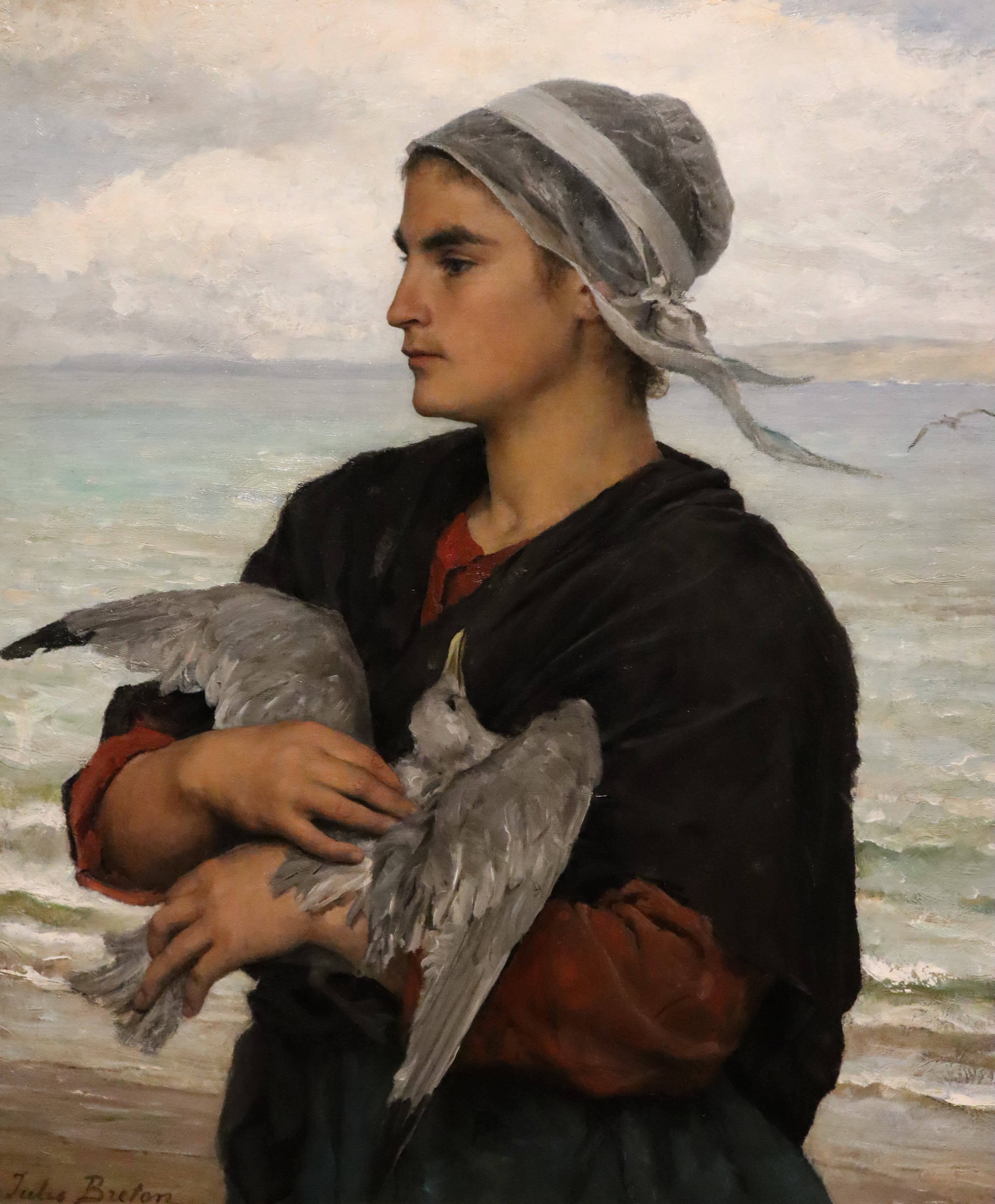
Gaivota Ferida (1878) óleo sobre tela, retratando uma mulher na costa da Bretanha segurando um pássaro contra o peito, com outros voando à distância.

## Fama póstuma
Pode-se argumentar que a fama de Breton atingiu seu auge postumamente em 1934 na Feira Mundial de Chicago. A Primeira-Dama Eleanor Roosevelt desvelou O Canto da Cotovia como o vencedor do concurso do Chicago Daily News para encontrar a "obra de arte mais amada da América". Além disso, ela declarou a pintura como sendo sua pintura favorita pessoal. "Neste momento, O Canto da Cotovia havia chegado a representar o gosto artístico popular americano em um nível nacional." Claro, já que O Canto da Cotovia havia sido recentemente doado ao Instituto de Arte de Chicago, esta obra particular de Breton tinha uma vantagem sobre as obras de Breton em outros museus americanos. Breton, no entanto, não era universalmente apreciado. O establishment artístico americano da década de 1930 considerava as obras de Breton como de baixo nível, e o próprio diretor do Instituto de Arte de Chicago argumentou pela remoção da obra da exposição. Não foi até a segunda metade do século XX que o realismo social de Breton tornou-se mais respeitável novamente.
Suas obras mais detalhadas foram diretamente para museus ou foram coletadas por pessoas como Henry Clay Frick, Catharine Lorillard Wolfe, a família Morgan, Henry Huntington e a família Field. Estes eram colecionadores de tamanha riqueza que tendiam a doar suas coleções ao seu museu local favorito ou fundavam seu próprio museu, como o Huntington. Enquanto isso, o aumento exponencial da gravura no século XIX inundou o mercado com impressões baratas das obras de Breton. Em 2019, dezenas dessas impressões do século XIX estão disponíveis em sites como EBay começando por menos de $10.
A mudança na fama de Breton pode ser contrastada com seu contemporâneo, o artista Vincent van Gogh. Durante suas vidas, Breton era um artista celebrado e bem pago. Ele passava meses criando algumas de suas obras. Por outro lado, em 1880, Vincent van Gogh era tão pobre que caminhou a pé 85 quilômetros até Courrières para fazer uma visita a Breton, a quem ele admirava muito, mas voltou atrás, desencorajado pelo alto muro de Breton. Nenhum grande colecionador correu para comprar as obras de van Gogh durante sua vida, ele não recebeu comissões para pintar de Nova York, nenhuma impressão foi feita enquanto ele viveu, e ele morreu na pobreza. No entanto, em um leilão de 2015, a obra de van Gogh Paysage Sous un ciel Mouvement, pintada em uma época em que ele produzia uma obra por dia, comandou $54 milhões. Ironicamente, em uma carta a seu irmão Theo, van Gogh menciona que viu a pintura de Breton O Canto da Cotovia e considerou-a "boa".

## Gravuras e reproduções
Em 1898, Knoedler publicou um catálogo de suas gravuras e listou 8 gravuras segundo Jules Breton, incluindo O Entardecer gravada por Charles Waltner, 4 gravuras por Lionel Aristide Lecouteux, O Canto da Cotovia por Charles Louis Kratke e Último Raio por Paul-Adolphe Rajon. Outros editores de suas gravuras incluíam Arthur Tooth & Sons de Londres, Detroit Publishing Co, e Morris & Bendien de Nova York. Outros gravadores incluem Charles Koepping e W. S. Lathrop e Leopold Joseph Flameng. A maioria das gravuras tendia a ser bastante pequena e não assinada. Algumas sobreviveram até hoje e foram assinadas tanto por Jules Breton quanto pelo gravador. As obras de Breton ainda são populares hoje e estão sendo reproduzidas em giclée emolduradas e não emolduradas, assim como em tudo, desde sacolas de compras até travesseiros e colchas, bem como camisetas e canecas de café.

## Homenagens
Em 1912, a rue Jules Breton no 13º arrondissement de Paris recebeu seu nome.
O romance de Willa Cather de 1915, O Canto da Cotovia, tirou seu nome da pintura de Breton de 1884.

Em fevereiro de 2014, o ator Bill Murray revelou em um evento de imprensa para o filme The Monuments Men que um encontro casual com O Canto da Cotovia de Breton no Instituto de Arte de Chicago o ajudou em um momento difícil no início de sua carreira.